# Edmund Rack
Pour les articles homonymes, voir Rack.
Edmund Rack, né à Attleborough, dans le Norfolk vers 1735 et mort le 22 février 1787 à Bath, est un écrivain britannique. 

## Biographie
Rack est né à Attleborough vers 1735. Il est le fils d'Edmund et Elizabeth Rack. Son père était tisserand et ses deux parents étaient quakers, sa mère étant prédicatrice. Il est ainsi élevé comme Quaker et apprenti chez un commerçant général à Wymondham. À la fin de son mandat, il déménage à Great Bardfield dans l'Essex, où il épouse Agnes Smith. 
Vers 1775, il s'installe à Bath dans le Somerset et, ayant cultivé un goût pour la littérature, est patronné par Anna, Lady Miller (en), Catharine Macaulay et le Dr Wilson. Avant de quitter le Norfolk, il avait prêté une grande attention à son système d'agriculture et, en vue d'améliorer celui en usage dans tous les comtés occidentaux de l'Angleterre, il élabore, à l'automne 1777, un plan pour la formation d'une société pour l'encouragement de l'agriculture dans les quatre comtés de Somerset, Wiltshire, Dorset et Gloucester. Il en est nommé premier secrétaire et une chambre est réservée pour ses membres dans sa maison au 5 St James's Parade. Elle existe encore aujourd'hui, sous le nom de Royal Bath and West of England Society (en).
En 1779, Rack contribue à la création de la Bath Philosophical Society et en devient le premier secrétaire. Sa mauvaise santé l'a longtemps troublé, et bien qu'il ait donné, en 1777, à James Graham un certificat attestant qu'il est guéri d'« une mauvaise toux et d'un problème d'asthme », son état s'aggrave rapidement. Il meurt à Bath le 22 février 1787. 
Une élégie à sa mémoire de Richard Polwhele (en), qui avait fait sa connaissance dans cette ville en 1777, est paru dans The Gentleman's Magazineen 1787 et a été réimprimé dans Poems by Gentlemen of Devon and Cornwall. 

## Publications
- 1771 : Reflections on the Spirit and Essence of Christianity, signé Eusebius.
- 1774 : England's true Interest in the choice of a new Parliament briefly considered. By a Friend to true Liberty.
- 1775 : Poems on Several Subjects.
- 1777 : Mentor's Letters addressed to Youth
- 1781 : Essays, Letters, and Poems
- 1791 (posthume) : avec John Collinson, The History and Antiquities of the County of Somerset: Collected from Authentick Records, and an Actual Survey Made by the Late Mr. Edmund Rack ... Adorned with a Map of the County, and Engravings of Roman Or Other Reliques, Town-seals, Baths, Churches, and Gentlemen's Seats, R.Cruttwell.